# 大蔵省 (イギリス)
国王陛下の大蔵省、英国財務省または HM トレジャリー (英: His Majesty's Treasury, HM Treasury) は、英国王陛下の政府による公共財政政策や経済政策の策定と実行を担当する行政機関。通称としてトレジャリー (英: The Treasury) とも呼ばれ、財務府 (エクスチェッカー, 英: The Exchequer) として存在する時代もあった。同省は統合オンライン情報システム「COINS」の後継にあたる中央会計報告オンライン・システム「OSCAR」を保守しており、省庁の支出を数千に及ぶ分類ヘッダー以下に項目化、これを元に全政府会計 (WGA) の年次財務諸表が作成される。

## 歴史
現在の英国財務省である HM トレジャリー (英: His Majesty's Treasury, HM Treasury) は、元来国王の財産を管理するために宮廷内の収支・財産管理を行ったイングランド・イギリスの官庁であり、後に国家財政を担当するようになった。
エリザベス1世治世期に財務府 (エクスチェッカー)  (Exchequer) から分離、設置された。当初、大蔵卿 (Lord High Treasurer) を長とし、王室の私的財産を扱う小さな組織だったが、次第に組織の規模が大きくなり、17世紀には、事実上の国家財政の担当官庁となった。18世紀初めに大蔵卿が廃止され、かわって大蔵卿委員会 (Lords Commissioners of the Treasury) を設置。委員会の長たる第一大蔵卿 (First Lord of the Treasury) が HM トレジャリーの責任者となった。
ロバート・ウォルポール以降に第一大蔵卿が実質的な首相になると、第一大蔵卿を協働者としながらも、第二大蔵卿 (Second Lord of the Treasury) である財務大臣 (Chancellor of the Exchequer) が HM トレジャリーの常任大臣となった。その後、ウィリアム・ピットの財政改革などを経て、財務に関する権力と実務が HM トレジャリーへ集中し、財務府の組織の形骸化が生じた。
チャールズ・グレイ内閣時代の1834年、財務府が正式に廃止され、国家の財務機能が HM トレジャリーに統合された。

## 財務府
財務府
またはエクスチェッカー (英: The Exchequer) は、12世紀から近世にかけてイングランドの国家財政および財政に関する訴訟問題を司った官庁。その名はチェス盤状 (チェック, 英: chequer) の模様のカウンターで帳簿を付けていたことに由来する。ヘンリー1世時代に王政庁から財政部門を分離して開設され、「パイプ・ロール」と呼ばれる記録台帳によって管理された。はじめ大法官が最高責任者であったが、職務の多様化・煩雑化に伴い補佐役であった財務大臣 (チャンセラー・オブ・エクスチェッカー, 英: Chancellor of the Exchequer) がその役割を担うようになった。
16世紀ごろからその権限は縮小し始め、17世紀に財政は財務府から分離した HM トレジャリーの管轄するところとなった。そしてウィリアム・ピットの財政改革によって財務府は有名無実化し、1834年廃止された。
現在もイギリスの財務大臣の称号は「チャンセラー・オブ・エクスチェッカー  (Chancellor of the Exchequer) 」である。

## 訳語
近年、英国政府の刊行物の HM トレジャリーの訳語として「財務省」が用いられており、内閣府や日本の行政機関でも「英国財務省」の訳語が用いられている。また、メディアにおいてはカタカナ表記の「HM トレジャリー」が用いられる場合もある。
日本の大蔵省が財務省に改称される以前、HM トレジャリーへの訳語として「大蔵省」が用いられていた。2001年に日本の大蔵省は財務省に改称され、HM トレジャリーへの訳語としても次第に「財務省」が用いられるようになった。記述時期や記述元により、「大蔵省」「大蔵府」「財務省」といった複数の表記が用いられているのは、歴史的経緯に拠る。